# Agathosma betulina
Agathosma betulina là một loài thực vật có hoa trong họ Cửu lý hương. Loài này được (P.J.Bergius) Pillans mô tả khoa học đầu tiên năm 1950.